# Zhang Qingpeng
Zhang Qingpeng (23 de janeiro de 1981) é um basquetebolista profissional chinês.

## Carreira
Zhang Qingpeng integrou a Seleção Chinesa de Basquetebol em Pequim 2008, terminando na oitava posição.